# Vabre-Tizac
Vabre-Tizac è un comune francese soppresso e frazione del dipartimento dell'Aveyron della regione dell'Occitania. Dal 1º gennaio 2016 si è fuso con i comuni di La Bastide-l'Évêque e Saint-Salvadou per formare il nuovo comune di Le Bas-Ségala.

## Società

### Evoluzione demografica
Abitanti censiti